# Birgittaskolan, Örebro
Birgittaskolan är en av fem regionala statliga specialskolor som vänder sig till barn och ungdomar med hörselnedsättning. Skolan, som omfattar förskola upp till årskurs 10, eleverna går ett extra år eftersom de har ett extra ämne, teckenspråk. Skolan har en tvåspråkig inriktning (teckenspråk och svenska) samt lägger stor vikt vid akustisk miljö och funktionell hörselteknik. Skolan ligger i Örebro och drivs av Specialpedaogiska skolmyndigheten, SPSM.